# 1862 في الأرجنتين
فيما يلي قوائم الأحداث التي وقعت خلال عام 1862 في الأرجنتين.

## سياسة

### تعيين في المنصب
- 24 مايو – ماركوس باز عضو مجلس الشيوخ الأرجنتيني ‏.
- 12 أكتوبر – بارتولومي ميتر رئيس الأرجنتين.

### انتهاء فترة المنصب
- 11 أكتوبر – ماركوس باز عضو مجلس الشيوخ الأرجنتيني ‏.

## مواليد

### نوفمبر
- 23 نوفمبر – ألبرتو وليامز ملحن أرجنتيني.

## وفيات

### يناير
- 1 يناير – كارلوس أنايا (مواليد 1777)